# يوم تجاوز الأرض
يوم تجاوز الأرض أو يوم تجاوز موارد الأرض (بالإنجليزية: Earth Overshoot Day، اختصارًا بـ EOD)، الذي كان يُعرف سابقًا بيوم الدين البيئي، هو تاريخ التقويم التوضيحي المحسوب الذي يتجاوز فيه استهلاك الموارد البشرية للسنة قدرة الأرض على تجديد تلك الموارد في ذلك العام. يمثل مصطلح «التجاوز» المستوى الذي يتخطى من خلاله السكان كمية الموارد المستدامة على الأرض. عند النظر إليها من خلال منظور اقتصادي، يمثل يوم تجاوز الأرض اليوم الذي تدخل فيه البشرية الإنفاق على العجز البيئي. يُحسب يوم تجاوز الأرض بتقسيم القدرة البيولوجية العالمية (كمية الموارد الطبيعية التي تولدها الأرض في ذلك العام)، وبصمة البيئة العالمية (استهلاك البشرية للموارد الطبيعية للأرض في ذلك العام)، وضربه في 365، عدد الأيام في السنة:
{\displaystyle {\frac {\text{world biocapacity}}{\text{world ecological footprint}}}\times 365={\text{EOD}}}
يُحسب يوم تجاوز الأرض بواسطة Global Footprint Network وهي حملة تدعمها العشرات من المنظمات غير الربحية الأخرى. تتوفر معلومات حول حسابات شبكة البصمة العالمية والبصمات البيئية الوطنية على الإنترنت.